# Strijkkwartet in d-mineur (Sibelius)
Het strijkkwartet in d mineur opus 56 is een compositie van Jean Sibelius. Het heeft als bijnaam Voces Intimae meegekregen; Sibelius schreef die tekst boven een aantal noten in de partituur; sindsdien is het werk voornamelijk met die naam aangeduid.
Sibelius had een lange tijd nodig om dit strijkkwartet voltooid te krijgen. Perfectionist als hij was, bleef hij maar schaven aan het werk. Hij begon aan dit kwartet rond 1900, werkte eraan in 1909 in Londen, alwaar hij zijn composities En Saga en Finlandia dirigeerde. De Britten waren dol op zijn muziek en onder aanvoering van Henry Wood en Granville Bantock kreeg Sibelius contact met de gegoede aristocratie van het Verenigd Koninkrijk. In april 1909 is de compositie af, als Sibelius alweer in Berlijn is. 

Tegelijkertijd ging het met de gezondheid van de Fin niet zo goed. Er moest een tumor uit zijn keel verwijderd worden (1908). De muziek begint dan ook vanaf die tijd somberder te worden en meer introvert. Daarop is deze compositie nog een uitzondering, zoals hij zelf toegeeft in een brief aan zijn vrouw Aino: Het veroorzaakt een glimlach, zelfs op het moment van sterven.          

## Compositie
Het strijkkwartet van een half uur bestaat uit 5 delen, waarvan de delen (1) en (2) zonder onderbreking worden uitgevoerd:
1. Andante – allegro molto moderato;
2. Vivace;
3. Adagio di molto; (met de aantekening Voces Intimae)
4. Allegretto (ma pesante);
5. Allegro.

## Trivia
- Het originele script geeft een andere finale dan het gepubliceerde exemplaar; men denkt dat in de zomer van 1909 Sibelius de finale nog heeft gewijzigd.
- De première was in april 1910 aan het Helsinki Muziek Instituut.

## Bron en discografie
Uitgave Bis Records; het Tempera Quartet.